# Willem met de Hoorn
Willem met de Hoorn ook wel: Willem de Heilige, Willem de Hoorndrager, Willem met de Korte Neus, Willem of Wilhelmus van Aquitanië, Guilhem, Guillaume au Cornet, Guillaume d'Orange (niet te verwarren met Willem van Oranje) Guillaume de Gellone (circa 752 - 28 mei (?), circa 812) ook bekend als Willem Isaac was een legendarische middeleeuwse persoon. Hij was hertog van Aquitanië, graaf van Toulouse en ook de eerste archont (vorst) van Orange. Hij is een heilige van de Rooms-Katholieke Kerk en beschermheilige van de wapensmeden.

## Leven
Hoeveel van de verhalen over deze legendarische figuur op feit of fictie berusten is niet precies te zeggen. Hij zou in 752 geboren zijn als zoon van ene Theodoric, graaf van Autun. Zijn moeder zou Aldana geweest zijn, een buitenechtelijke dochter van Karel Martel. Zijn zwager was Fulgaud van Rouergue, gehuwd met zijn zuster Senegonde.
Hij was een neef en paladijn van Karel de Grote. Die stelde hem aan als voogd over zijn minderjarige zoon Lodewijk de Vrome, die als kind al in 781 werd aangesteld als koning van Aquitanië. Willem mocht zich daarom tot de meerderjarigheid van Lodewijk hertog van Aquitianië noemen. Ook vocht Willem in het zuiden van Frankrijk tegen de Moren. Bij een van die gevechten sloeg een Moor hem een stuk van zijn neus af, wat hem de bijnaam "Guillaume au Court Nez" (Willem met de Korte Neus) opleverde. Het verhaal is dat dit verbasterde naar "Guillaume au Cornet" (Willem met de Hoorn).
Tijdens zijn strijd tegen de Moren van het emiraat Córdoba onder Hisham I veroverde hij in 793, op verzoek van het Concilie van Narbonne, ook de stad Orange, zodat bisschop Salicus daar kon terugkeren. Dit gebied werd hem later door Karel de Grote in leen gegeven, waarmee hij de eerste vorst van Orange werd.
Willem was gehuwd met Cunegonde en met Guibourg of Witberg, en werd de vader van graaf Béra van Barcelona en gravin Helenburg van Orange van Cunegonda. Met Guibourg kreeg hij Gotzelm en graaf Bernhard van Septimanië.
Willem sprak onder meer Arabisch, daarom kon hij als gezant voor Karel de Grote naar Jeruzalem. Hij keerde terug met de sleutel van het Heilige Graf, die hij Karel kon overhandigen bij zijn kroning tot keizer in 800. Tijdens een volgende missie in 802 ging hij onder de naam Isaac, zoals hij door de joodse gemeenschap werd genoemd, naar Bagdad, en kwam terug met de gevechtsolifant Abul-Abbas, een cadeau voor Karel de Grote van de Abbasiden kalief van Bagdad Haroen ar-Rashid mede wegens zijn strijd tegen Hisham I en Al-Hakam I de Verschrikkelijke van de Omajjaden van Andalusië die tegenstanders waren van de Abbasiden.
Nadat zijn vrouw, mogelijk de dochter van een Moorse vorst, in 804 overleden was, trok Willem zich terug in de Abdij Val Gellone, die hij had gesticht in de orde der Benedictijnen van zijn vriend Benedictus van Aniane. Na die terugtrekking werd zijn zoon Bèra zijn gouverneur. Toch kwam Willem bij een opstand in Parijs nog eenmaal Karel de Grote te hulp.
Willem overleed op 28 mei 812 of 814 in het door hem gestichte Abdij Val Gellone. Het plaatsje waar dit klooster lag, is na Willems dood naar hem vernoemd: Saint-Guilhem-le-Désert. Hij werd aan het begin van de 11e eeuw zalig verklaard en in 1066 heilig verklaard door Paus Alexander II. Zijn gebeente spoelde bij een overstroming in 1817 weg uit de abdij van Gellone. De botten die daarna resteerden zijn nog aanwezig in een reliekschrijn in de abdij.
Willems daden worden onder andere beschreven in La Geste de Garin de Monglane, een middeleeuws Frans heldendicht, in Willehalm, een onvoltooid epos van de Duitse middeleeuwse dichter Wolfram von Eschenbach, en in Spiegel Historiael, de 13e-eeuwse kroniek van Jacob van Maerlant. 'Willem van Oringen' komt ook voor in 'De historie vanden Vier Heemskinderen', waar zijn vader Amerijn van Nerboen wordt genoemd.
Bèra, de opvolger van Willem als gouverneur, kreeg onenigheid met enkele halfbroers, die het het niet eens waren met zijn beleid. Zij klaagden hem aan bij het hof in Aken en wonnen het geschil. Bèra werd door Lodewijk de Vrome verbannen naar Rouen, waar hij zou overlijden. Enkele jaren later werd Bernard van Septimanië benoemd tot graaf van Toulouse. Zijn broer Gotzelm werd zijn gouverneur. Hun halfzus Helenburg erfde Orange en trouwde met Gosselin van Provence, zoon van Leibulf die aan de zijde van Willem had gevochten.

## Van Willem van Gellone naar de Oranje-Nassaus
Ten onrechte werd deze Willem soms als stamvader van de Oranje-Nassaus gezien. Er is wel een relatie tussen de titel die hij voerde en de tegenwoordige titel, prins van Oranje.
Willem van Gellone was, doordat hij het gebied Orange in leen verkreeg van Karel de Grote, de eerste archont = vorst van Orange. Zijn dochter Helenburg trouwde met Gosselin van Provence uit het geslacht Van de Baux uit de Provence.
Keizer Frederik I Barbarossa verhief Orange in 1181 tot prinsdom op verzoek van gravin Tiburga II van Orange die getrouwd was met de berooide graaf Bertrand III van de Baux. Bertrand werd de eerste echte prins van Orange.
In 1386 trouwde de laatste telg van de Baux, erfprinses Maria van de Baux-Orange (†1417), met Jan III van Chalon-Arlay (†1418) uit het Vrijgraafschap. Jan werd de eerste prins van Orange uit het huis Chalon-Arlay. Hun kleinzoon Willem van Chalon-Arlay (1414-1475) was de eerste van het huis Chalon-Arlay die zich prins Willem van Orange mocht noemen.
Toen in 1530 de laatste mannelijke telg van Chalon-Arlay, Filibert van Chalon kinderloos sneuvelde, liet hij zijn bezittingen, inclusief Orange, na aan zijn Bredase neef, Reinhart of Reinardus van Nassau-Breda, de zoon van zijn zus Claudia van Chalon en Hendrik III van Nassau-Breda, die zich daarna René van Chalon noemde, waarmee Orange met de prinstitel in de handen van de Nassaus kwam. René was via zijn moeder dus verwant met het geslacht Baux en daarmee met Willem met de Hoorn.
Willem de Zwijger van Nassau-Dillenburg die het van René erfde, was neef via zijn vaderskant. Willem de Zwijger was de oudste zoon van Willem I van Nassau-Dillenburg, de broer van René's vader Hendrik.
Geen bloedverwant dus van Willem met de Hoorn. Hij erfde de bezittingen van de Chalons, al ging dat met de nodige moeite gepaard, inclusief de titel 'prins van Oranje'.
Door dit misverstand werd in 1815 nog de door koning Willem I ingestelde Militaire Willems-Orde op advies van de Hoge Raad van Adel naar Willem de Hoorndrager vernoemd.